# Tirumala hamata
Tirumala hamata är en fjärilsart som först beskrevs av Macleay 1826.  Tirumala hamata ingår i släktet Tirumala och familjen praktfjärilar. Inga underarter finns listade i Catalogue of Life.

## Bildgalleri

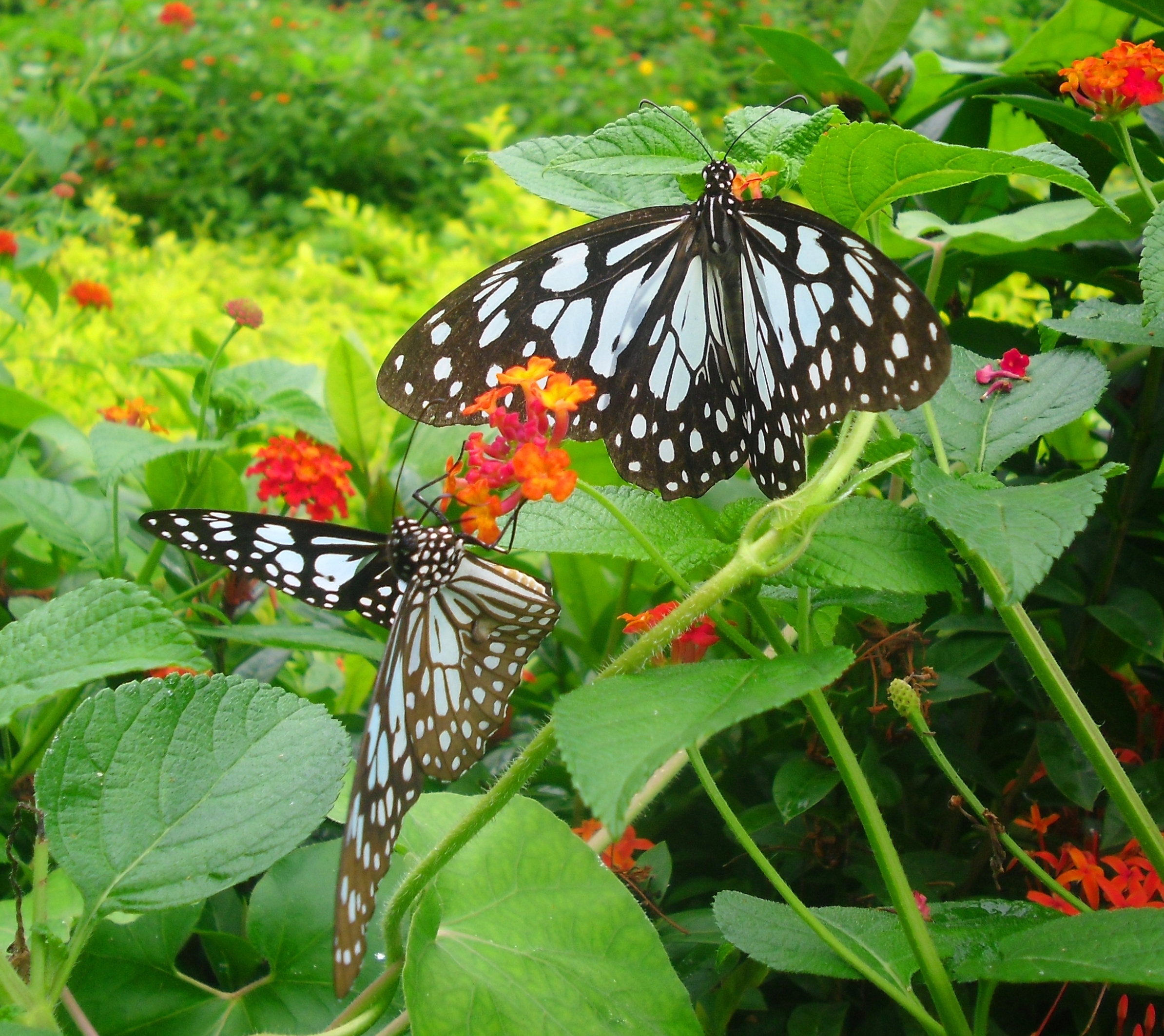
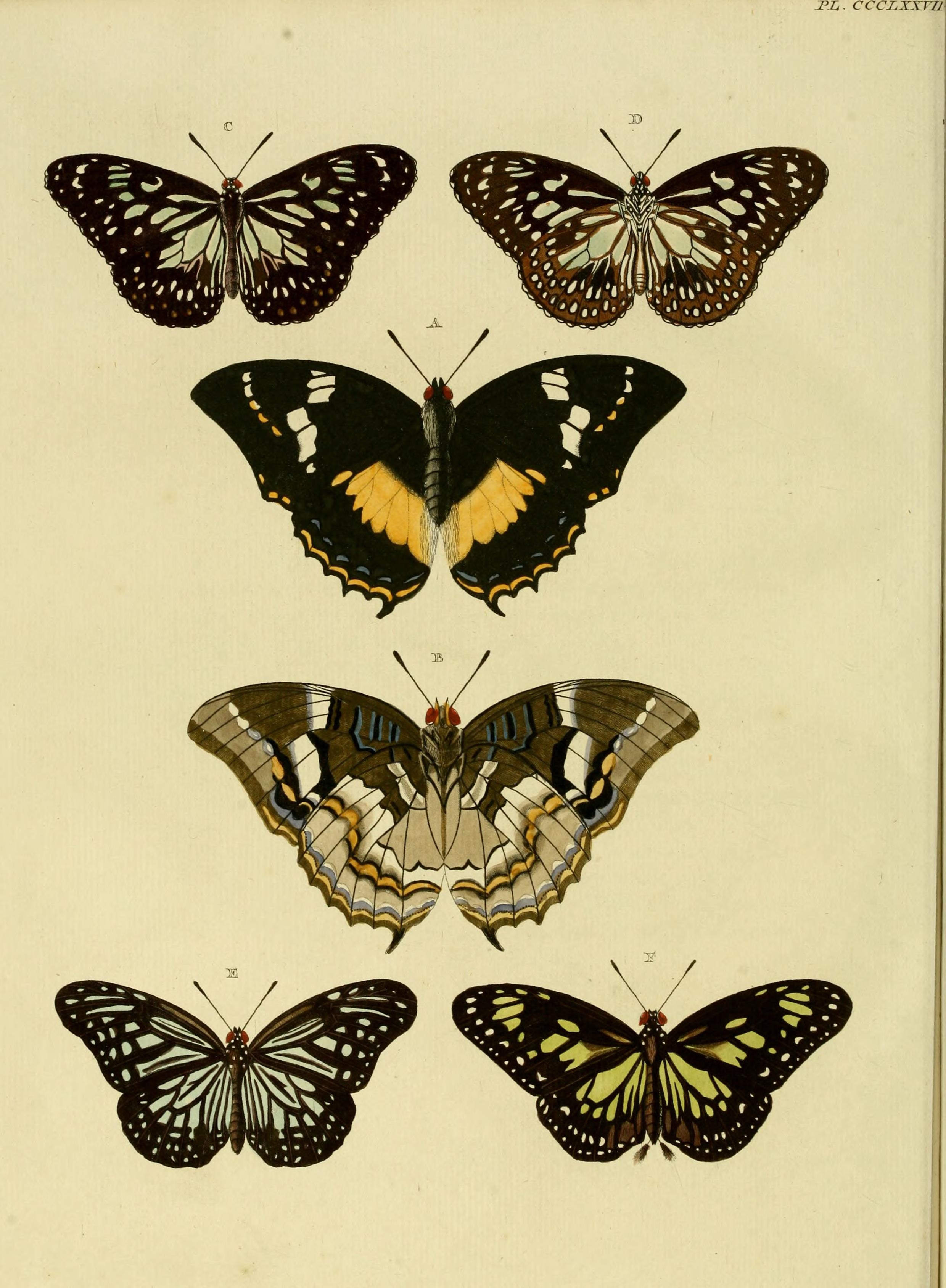